# (82) Alkmene
(82) Alkmene ist ein Asteroid des mittleren Hauptgürtels, der am 27. November 1864 vom deutschen Astronomen Karl Theodor Robert Luther an der Sternwarte Düsseldorf entdeckt wurde.
Der Asteroid wurde benannt nach Alkmene, der Mutter des Herakles durch Zeus, der die Gestalt ihres Mannes Amphitryon angenommen hatte. Die Benennung erfolgte durch Karl Ludwig von Littrow, Edmund Weiss und Theodor Oppolzer in Wien auf Wunsch des Entdeckers.

## Wissenschaftliche Auswertung
Mit Daten radiometrischer Beobachtungen im Infraroten am Kitt-Peak-Nationalobservatorium in Arizona vom März 1976 wurden für (82) Alkmene erstmals Werte für den Durchmesser und die Albedo von 65 km und 0,14 bestimmt. Aus Ergebnissen der IRAS Minor Planet Survey (IMPS) wurden 1992 Angaben zu Durchmesser und Albedo für zahlreiche Asteroiden abgeleitet, darunter auch (82) Alkmene, für die damals Werte von 61,0 km bzw. 0,21 erhalten wurden. Eine Auswertung von Beobachtungen durch das Projekt NEOWISE im nahen Infrarot führte 2011 zu vorläufigen Werten für den Durchmesser und die Albedo im sichtbaren Bereich von 73,9 km bzw. 0,14. Nachdem die Werte nach neuen Messungen mit NEOWISE 2012 auf 67,9 km bzw. 0,17 korrigiert worden waren, wurden sie 2014 auf 57,6 km bzw. 0,23 geändert.
Photometrische Beobachtungen von (82) Alkmene fanden erstmals statt vom 12. November 1979 bis 14. März 1980 am Table Mountain Observatory in Kalifornien und am Osservatorio Astronomico di Torino in Italien. Aus der über einen Zeitraum von vier Monaten aufgezeichneten Lichtkurve konnte für die Rotationsperiode ein Wert von 12,999 h bestimmt werden.

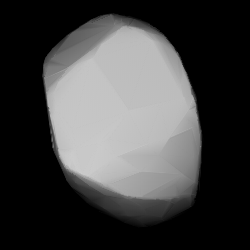
Berechnetes 3D-Modell von (82) Alkmene

Aus archivierten Daten des Uppsala Asteroid Photometric Catalogue (UAPC) wurde in einer Untersuchung von 2009 für den Asteroiden Gestaltmodelle und zwei alternative Lösungen für die Position der Rotationsachse mit einer retrograden Rotation und einer Periode von 13,00078 h bestimmt. Durch eine Auswertung von archivierten Lichtkurven des United States Naval Observatory in Arizona, der Catalina Sky Survey, des Roque-de-los-Muchachos-Observatoriums auf La Palma, der Siding Spring Survey und der Mount Lemmon Survey wurde kurz darauf die Position der Rotationsachse noch leicht korrigiert.
Am 18. September 2014 ereignete sich eine Bedeckung des Sterns 8. Größe HIP 99229 (SAO 188948) durch (82) Alkmene für maximal 19 Sekunden. Die Auswertung der Beobachtungen des Ereignisses im Westen der Vereinigten Staaten ermöglichte die Entscheidung für eines der zuvor ermittelten Gestaltmodelle des Asteroiden und der zugehörigen Rotationsachse. Für den volumen-äquivalenten Durchmesser wurde ein Wert von 61 ± 2 km gefunden.
Im Jahr 2021 wurde aus archivierten Daten und photometrischen Messungen von Gaia DR2 erneut eine Rotationsachse mit retrograder Rotation berechnet. Die Rotationsperiode wurde dabei zu 13,00079 h bestimmt. Zwischen 2012 und 2018 wurden mit der All-Sky Automated Survey for Supernovae (ASAS-SN) auch photometrische Daten von 20.000 Asteroiden aufgezeichnet. Auf mehr als 5000 davon konnte erfolgreich die Methode der konvexen Inversion angewendet werden, darunter auch (82) Alkmene, für die in einer Untersuchung von 2021 ein verbessertes dreidimensionales Gestaltmodell für zwei alternative Rotationsachsen mit retrograder Rotation und einer Periode von 13,0008 h berechnet wurde. Aus archivierten Daten des Asteroid Terrestrial-impact Last Alert System (ATLAS) aus dem Zeitraum 2015 bis 2018 konnte in einer Untersuchung von 2022 mit der Methode der konvexen Inversion eine Rotationsperiode von 13,001 h berechnet werden.